# Non mortem timemus, sed cogitationem mortis
 Non mortem timemus, sed cogitationem mortis лат.(изговор: нон мортем тимемус, сед когитационем мортис.) Не бојимо се смрти, него размишљања о смрти.(Цицерон)

## Поријекло изреке
Ово је изрекао  Марко Тулије Цицерон (лат. Marcus Tullius Cicero)    римски  државник,   књижевник  и бесједник у смјени другог у први вијек п. н. е.

## Значење
Не зна се шта је смрт, а оног што се не познаје не може се ни бојати. Размишљање о смрти конкретизује и чини извјесном њену коначну непомирљивост са животом  и то порађа страх. Човјек се не боји смрти, већ престанка живота.